# Gary Glasberg
Pour les articles homonymes, voir Glasberg.
Gary Glasberg, né le 15 juillet 1966 à New York et mort le 28 septembre 2016 à Los Angeles, est un producteur et scénariste américain. 
Il était le show runner de NCIS : Enquêtes spéciales et le créateur de NCIS : Nouvelle-Orléans. Sa compagnie de production se nomme When Pigs Fly Incorporated.

## Biographie
Glasberg est scénariste pour des productions telles Les Razmoket, Duckman et Drôles de monstres. Il travaille également à Preuve à l'appui, The Street, The Evidence : Les Preuves du crime, Bones, Shark et Mentalist.
Glasberg est marié à l'écrivaine Mimi Schmir. Le couple a deux fils.
Glasberg meurt dans son sommeil le 28 septembre 2016 à Los Angeles à l'âge de 50 ans.